# Sinocalliopteryx
Sinocalliopteryx (que significa 'linda pena chinesa') é um gênero de dinossauros terópodes compsognatídeos carnívoros da Formação Yixian do Cretáceo Inferior da China. A espécie-tipo é denominada Sinocalliopteryx gigas e viveu há cerca de 124,6 milhões de anos, no estágio Aptiano.
Embora semelhante ao Huaxiagnathus relacionado, o Sinocalliopteryx era maior. O espécime tipo, com 2,37 metros de comprimento, em 2007 foi o maior exemplar de compsognatídeo conhecido. Em 2012, um espécime ainda maior foi relatado.

## Descoberta

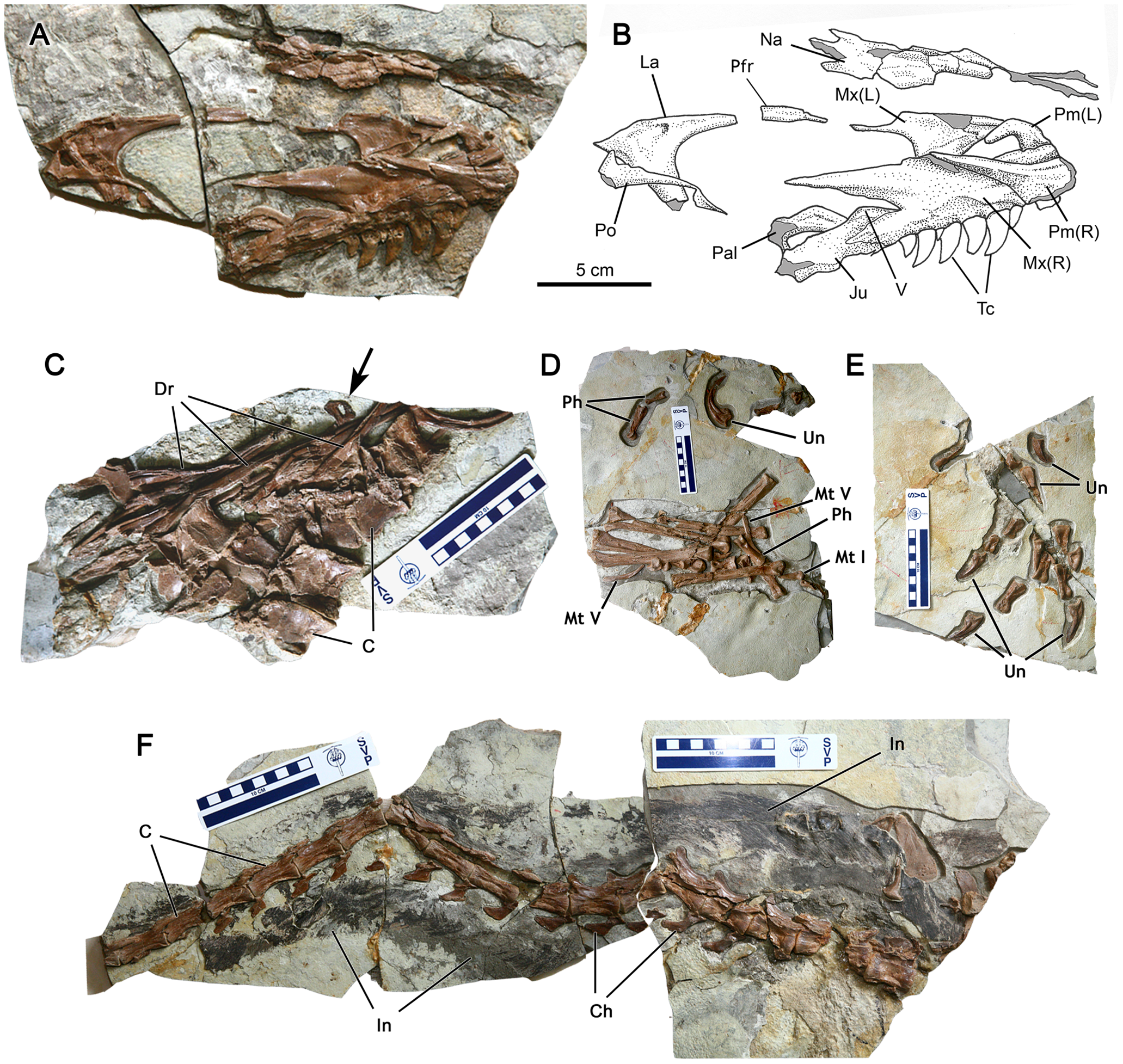
Espécime designado CAGS-IG-T1

A espécie-tipo Sinocalliopteryx gigas foi nomeada e descrita em 2007 por Ji Shu'an, Ji Qiang, Lü Junchang e Yuan Chongxi. O nome genérico é derivado de Sinae, latim para o chinês e grego καλός, kalos, "bonito", e πτέρυξ, pteryx, "pena". O grande tamanho deste "compsognatídeo gigante" deu ao Sinocalliopteryx seu nome específico, gigas, que significa 'gigante'.
O holótipo, JMP-V-05-8-01, foi descoberto em Hengdaozi, em Sihetun, na província de Liaoning, a partir dos Leitos Jianshangou da Formação Yixian que datam dos estágios Barremiano-Aptiano, com cerca de 125 milhões de anos. Consiste em um esqueleto quase completo com crânio, comprimido em uma única placa, de um indivíduo adulto. Restos extensos de protopenas foram preservados. Em 2012 foi descrito um segundo espécime, CAGS-IG-T1, de um indivíduo maior que o holótipo. O crânio era cerca de 10% mais comprido, os pés cerca de um terço, diferença explicada pela alometria positiva. O espécime consiste em um crânio parcial, cauda, mãos, pés e caixa torácica. Mostra filamentos na cauda.

## Descrição

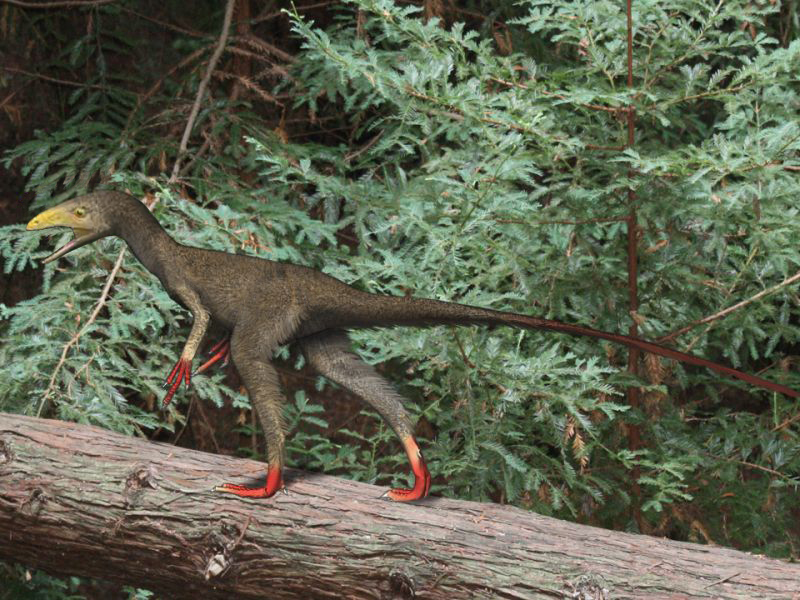
Representação do animal em vida

Sinocalliopteryx era um predador bípede. O comprimento preservado do espécime holótipo é de 237 centímetros. Seu peso foi estimado por Gregory S. Paul em 2010 em vinte quilos.  Sinocalliopteryx se distingue de Huaxiagnathus, assim como de outros compsognatídeos, por suas mãos relativamente longas em relação aos braços. Os braços e membros posteriores também eram mais longos do que em outros compsognatídeos, uma característica possivelmente relacionada ao seu tamanho.
Sinocalliopteryx tinha a cabeça alongada com focinho pontiagudo, mostrando um perfil superior convexo. Havia quatro dentes na pré-maxila que eram pequenos, mas excepcionalmente tinham dentículos em suas bordas frontais. Apenas seis dentes maiores estavam presentes na maxila do espécime holótipo, mas o número de posições dos dentes não pôde ser determinado adequadamente. A amostra CAGS-IG-T1 preserva dez alvéolos de dentes maxilares com espaço para mais um ou dois em áreas danificadas. O jugal era um elemento fortemente construído com um ramo frontal alto que formava parte da borda frontal inferior da órbita ocular. A mandíbula inferior não tinha uma abertura em seu lado externo.
A coluna vertebral consistia em onze vértebras cervicais, doze dorsais, cinco sacrais e pelo menos quarenta e nove vértebras caudais. A ponta da cauda está faltando. Na cauda, os espinhos e chevrons fortemente inclinados para trás. A gastrália tinha segmentos laterais muito curtos.
O braço tinha um úmero curto e também o antebraço era curto e elegante, com uma ulna mostrando apenas um processo olécrano fracamente desenvolvido em sua extremidade superior traseira. A mão era muito alongada, desde que a ulna e o braço se combinassem. O segundo metacarpo foi expandido na parte superior ao lado do primeiro metacarpo, tornando todo o metacarpo mais compacto. A segunda garra era alongada, tão longa quanto a garra do polegar. O terceiro metacarpo era bastante curto e carregava um terceiro dedo fino.
Na pélvis havia um pequeno entalhe na borda frontal do ílio. O eixo relativamente longo do ísquio curvou-se para baixo. O membro posterior era alongado, em grande parte por causa de uma perna longa, com 90% do comprimento do fêmur. O pé também era longo, especialmente no metatarso.
Como muitos outros terópodes da Formação Yixian, o Sinocalliopteryx foi preservado com "protopenas", tegumento filamentoso simples (estruturas semelhantes a pêlos que cobrem a pele), muito semelhante ao encontrado no Sinosauropteryx. O tegumento de Sinocalliopteryx difere em comprimento em todo o corpo, com as protopenas mais longas cobrindo os quadris, a base da cauda e a parte de trás das coxas. Essas protopenas mais longas mediam até dez centímetros de comprimento. Protopenas também foram encontradas no metatarso (parte superior do pé). Embora não fossem tão longas ou modernas quanto as penas correspondentes de dinossauros de "quatro asas", como Microraptor e Pedopenna, elas indicam que as penas dos pés ou estruturas semelhantes surgiram pela primeira vez em dinossauros muito mais basais ou "primitivos" do que se conhecia anteriormente.

## Classificação

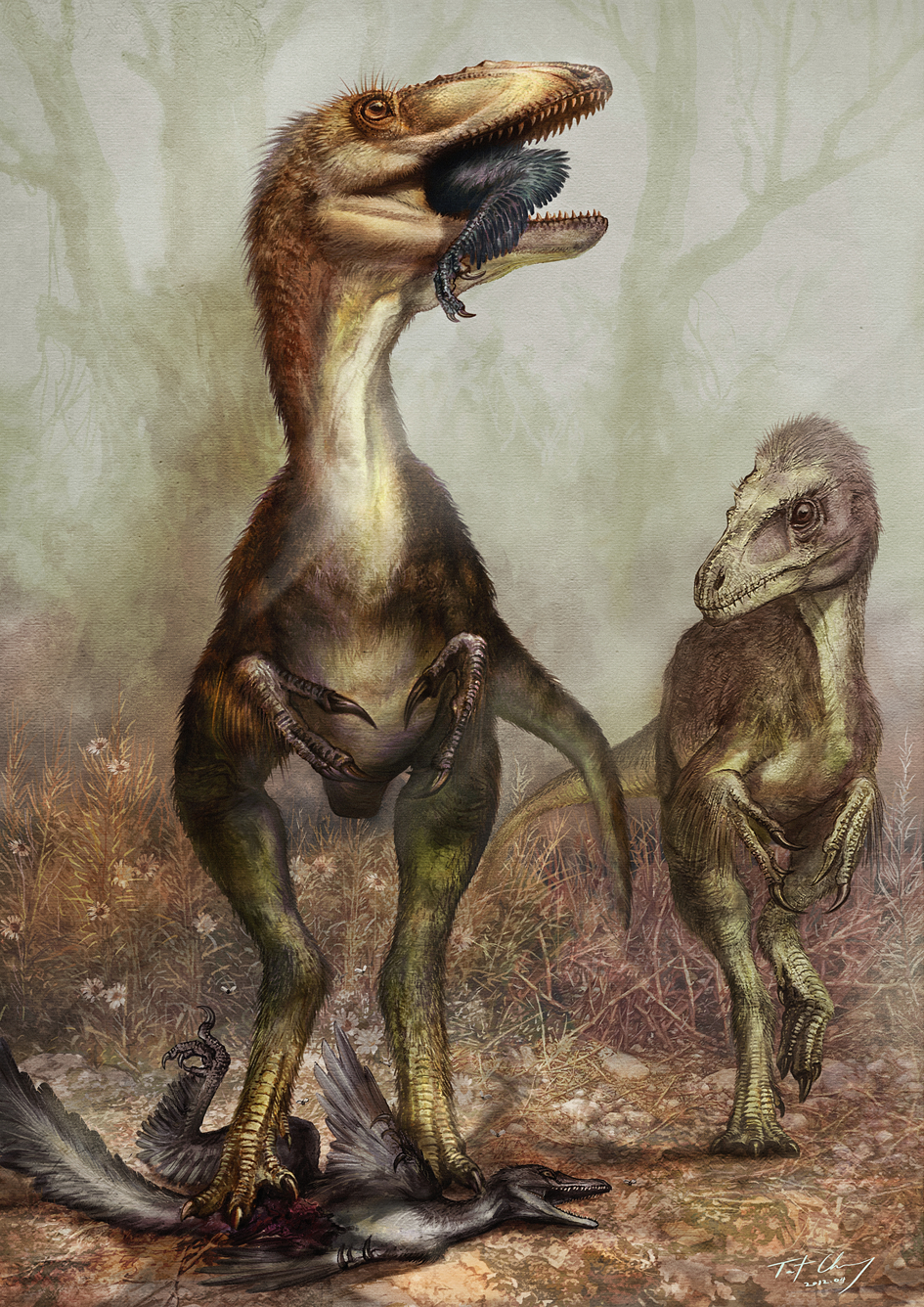
Sinocalliopteryx alimentada-se de um Sinornithosaurus

Sinocalliopteryx foi por seus descritores atribuído a família Compsognathidae.
O cladograma abaixo mostra a posição de Sinocalliopteryx de acordo com um estudo de dal Sasso & Maganuco em 2011 na descrição do gênero Scipionyx:

|  | Scipionyx  |
|  |            |
|  | Orkoraptor |
|  |            |

|  | Huaxiagnathus                                                   |
|  |                                                                 |
|  | \| \| Sinosauropteryx \| \| \| \| \| \| Juravenator \| \| \| \| |
|  |                                                                 |
|  | Sinosauropteryx                                                 |
|  |                                                                 |
|  | Juravenator                                                     |
|  |                                                                 |

|  | Sinosauropteryx |
|  |                 |
|  | Juravenator     |
|  |                 |

|  | Huaxiagnathus                                                   |
|  |                                                                 |
|  | \| \| Sinosauropteryx \| \| \| \| \| \| Juravenator \| \| \| \| |
|  |                                                                 |
|  | Sinosauropteryx                                                 |
|  |                                                                 |
|  | Juravenator                                                     |
|  |                                                                 |

|  | Sinosauropteryx |
|  |                 |
|  | Juravenator     |
|  |                 |

|  | Huaxiagnathus                                                   |
|  |                                                                 |
|  | \| \| Sinosauropteryx \| \| \| \| \| \| Juravenator \| \| \| \| |
|  |                                                                 |
|  | Sinosauropteryx                                                 |
|  |                                                                 |
|  | Juravenator                                                     |
|  |                                                                 |

|  | Sinosauropteryx |
|  |                 |
|  | Juravenator     |
|  |                 |

|  | Huaxiagnathus                                                   |
|  |                                                                 |
|  | \| \| Sinosauropteryx \| \| \| \| \| \| Juravenator \| \| \| \| |
|  |                                                                 |
|  | Sinosauropteryx                                                 |
|  |                                                                 |
|  | Juravenator                                                     |
|  |                                                                 |

|  | Sinosauropteryx |
|  |                 |
|  | Juravenator     |
|  |                 |

|  | Scipionyx  |
|  |            |
|  | Orkoraptor |
|  |            |

|  | Huaxiagnathus                                                   |
|  |                                                                 |
|  | \| \| Sinosauropteryx \| \| \| \| \| \| Juravenator \| \| \| \| |
|  |                                                                 |
|  | Sinosauropteryx                                                 |
|  |                                                                 |
|  | Juravenator                                                     |
|  |                                                                 |

|  | Sinosauropteryx |
|  |                 |
|  | Juravenator     |
|  |                 |

|  | Huaxiagnathus                                                   |
|  |                                                                 |
|  | \| \| Sinosauropteryx \| \| \| \| \| \| Juravenator \| \| \| \| |
|  |                                                                 |
|  | Sinosauropteryx                                                 |
|  |                                                                 |
|  | Juravenator                                                     |
|  |                                                                 |

|  | Sinosauropteryx |
|  |                 |
|  | Juravenator     |
|  |                 |

|  | Huaxiagnathus                                                   |
|  |                                                                 |
|  | \| \| Sinosauropteryx \| \| \| \| \| \| Juravenator \| \| \| \| |
|  |                                                                 |
|  | Sinosauropteryx                                                 |
|  |                                                                 |
|  | Juravenator                                                     |
|  |                                                                 |

|  | Sinosauropteryx |
|  |                 |
|  | Juravenator     |
|  |                 |

|  | Huaxiagnathus                                                   |
|  |                                                                 |
|  | \| \| Sinosauropteryx \| \| \| \| \| \| Juravenator \| \| \| \| |
|  |                                                                 |
|  | Sinosauropteryx                                                 |
|  |                                                                 |
|  | Juravenator                                                     |
|  |                                                                 |

|  | Sinosauropteryx |
|  |                 |
|  | Juravenator     |
|  |                 |

|  | Scipionyx  |
|  |            |
|  | Orkoraptor |
|  |            |

|  | Huaxiagnathus                                                   |
|  |                                                                 |
|  | \| \| Sinosauropteryx \| \| \| \| \| \| Juravenator \| \| \| \| |
|  |                                                                 |
|  | Sinosauropteryx                                                 |
|  |                                                                 |
|  | Juravenator                                                     |
|  |                                                                 |

|  | Sinosauropteryx |
|  |                 |
|  | Juravenator     |
|  |                 |

|  | Huaxiagnathus                                                   |
|  |                                                                 |
|  | \| \| Sinosauropteryx \| \| \| \| \| \| Juravenator \| \| \| \| |
|  |                                                                 |
|  | Sinosauropteryx                                                 |
|  |                                                                 |
|  | Juravenator                                                     |
|  |                                                                 |

|  | Sinosauropteryx |
|  |                 |
|  | Juravenator     |
|  |                 |

|  | Huaxiagnathus                                                   |
|  |                                                                 |
|  | \| \| Sinosauropteryx \| \| \| \| \| \| Juravenator \| \| \| \| |
|  |                                                                 |
|  | Sinosauropteryx                                                 |
|  |                                                                 |
|  | Juravenator                                                     |
|  |                                                                 |

|  | Sinosauropteryx |
|  |                 |
|  | Juravenator     |
|  |                 |

|  | Huaxiagnathus                                                   |
|  |                                                                 |
|  | \| \| Sinosauropteryx \| \| \| \| \| \| Juravenator \| \| \| \| |
|  |                                                                 |
|  | Sinosauropteryx                                                 |
|  |                                                                 |
|  | Juravenator                                                     |
|  |                                                                 |

|  | Sinosauropteryx |
|  |                 |
|  | Juravenator     |
|  |                 |

|  | Scipionyx  |
|  |            |
|  | Orkoraptor |
|  |            |

|  | Huaxiagnathus                                                   |
|  |                                                                 |
|  | \| \| Sinosauropteryx \| \| \| \| \| \| Juravenator \| \| \| \| |
|  |                                                                 |
|  | Sinosauropteryx                                                 |
|  |                                                                 |
|  | Juravenator                                                     |
|  |                                                                 |

|  | Sinosauropteryx |
|  |                 |
|  | Juravenator     |
|  |                 |

|  | Huaxiagnathus                                                   |
|  |                                                                 |
|  | \| \| Sinosauropteryx \| \| \| \| \| \| Juravenator \| \| \| \| |
|  |                                                                 |
|  | Sinosauropteryx                                                 |
|  |                                                                 |
|  | Juravenator                                                     |
|  |                                                                 |

|  | Sinosauropteryx |
|  |                 |
|  | Juravenator     |
|  |                 |

|  | Huaxiagnathus                                                   |
|  |                                                                 |
|  | \| \| Sinosauropteryx \| \| \| \| \| \| Juravenator \| \| \| \| |
|  |                                                                 |
|  | Sinosauropteryx                                                 |
|  |                                                                 |
|  | Juravenator                                                     |
|  |                                                                 |

|  | Sinosauropteryx |
|  |                 |
|  | Juravenator     |
|  |                 |

|  | Huaxiagnathus                                                   |
|  |                                                                 |
|  | \| \| Sinosauropteryx \| \| \| \| \| \| Juravenator \| \| \| \| |
|  |                                                                 |
|  | Sinosauropteryx                                                 |
|  |                                                                 |
|  | Juravenator                                                     |
|  |                                                                 |

|  | Sinosauropteryx |
|  |                 |
|  | Juravenator     |
|  |                 |

|  | Scipionyx  |
|  |            |
|  | Orkoraptor |
|  |            |

|  | Huaxiagnathus                                                   |
|  |                                                                 |
|  | \| \| Sinosauropteryx \| \| \| \| \| \| Juravenator \| \| \| \| |
|  |                                                                 |
|  | Sinosauropteryx                                                 |
|  |                                                                 |
|  | Juravenator                                                     |
|  |                                                                 |

|  | Sinosauropteryx |
|  |                 |
|  | Juravenator     |
|  |                 |

|  | Huaxiagnathus                                                   |
|  |                                                                 |
|  | \| \| Sinosauropteryx \| \| \| \| \| \| Juravenator \| \| \| \| |
|  |                                                                 |
|  | Sinosauropteryx                                                 |
|  |                                                                 |
|  | Juravenator                                                     |
|  |                                                                 |

|  | Sinosauropteryx |
|  |                 |
|  | Juravenator     |
|  |                 |

|  | Huaxiagnathus                                                   |
|  |                                                                 |
|  | \| \| Sinosauropteryx \| \| \| \| \| \| Juravenator \| \| \| \| |
|  |                                                                 |
|  | Sinosauropteryx                                                 |
|  |                                                                 |
|  | Juravenator                                                     |
|  |                                                                 |

|  | Sinosauropteryx |
|  |                 |
|  | Juravenator     |
|  |                 |

|  | Huaxiagnathus                                                   |
|  |                                                                 |
|  | \| \| Sinosauropteryx \| \| \| \| \| \| Juravenator \| \| \| \| |
|  |                                                                 |
|  | Sinosauropteryx                                                 |
|  |                                                                 |
|  | Juravenator                                                     |
|  |                                                                 |

|  | Sinosauropteryx |
|  |                 |
|  | Juravenator     |
|  |                 |

|  | Scipionyx  |
|  |            |
|  | Orkoraptor |
|  |            |

|  | Huaxiagnathus                                                   |
|  |                                                                 |
|  | \| \| Sinosauropteryx \| \| \| \| \| \| Juravenator \| \| \| \| |
|  |                                                                 |
|  | Sinosauropteryx                                                 |
|  |                                                                 |
|  | Juravenator                                                     |
|  |                                                                 |

|  | Sinosauropteryx |
|  |                 |
|  | Juravenator     |
|  |                 |

|  | Huaxiagnathus                                                   |
|  |                                                                 |
|  | \| \| Sinosauropteryx \| \| \| \| \| \| Juravenator \| \| \| \| |
|  |                                                                 |
|  | Sinosauropteryx                                                 |
|  |                                                                 |
|  | Juravenator                                                     |
|  |                                                                 |

|  | Sinosauropteryx |
|  |                 |
|  | Juravenator     |
|  |                 |

|  | Huaxiagnathus                                                   |
|  |                                                                 |
|  | \| \| Sinosauropteryx \| \| \| \| \| \| Juravenator \| \| \| \| |
|  |                                                                 |
|  | Sinosauropteryx                                                 |
|  |                                                                 |
|  | Juravenator                                                     |
|  |                                                                 |

|  | Sinosauropteryx |
|  |                 |
|  | Juravenator     |
|  |                 |

|  | Huaxiagnathus                                                   |
|  |                                                                 |
|  | \| \| Sinosauropteryx \| \| \| \| \| \| Juravenator \| \| \| \| |
|  |                                                                 |
|  | Sinosauropteryx                                                 |
|  |                                                                 |
|  | Juravenator                                                     |
|  |                                                                 |

|  | Sinosauropteryx |
|  |                 |
|  | Juravenator     |
|  |                 |

|  | Scipionyx  |
|  |            |
|  | Orkoraptor |
|  |            |

|  | Huaxiagnathus                                                   |
|  |                                                                 |
|  | \| \| Sinosauropteryx \| \| \| \| \| \| Juravenator \| \| \| \| |
|  |                                                                 |
|  | Sinosauropteryx                                                 |
|  |                                                                 |
|  | Juravenator                                                     |
|  |                                                                 |

|  | Sinosauropteryx |
|  |                 |
|  | Juravenator     |
|  |                 |

|  | Huaxiagnathus                                                   |
|  |                                                                 |
|  | \| \| Sinosauropteryx \| \| \| \| \| \| Juravenator \| \| \| \| |
|  |                                                                 |
|  | Sinosauropteryx                                                 |
|  |                                                                 |
|  | Juravenator                                                     |
|  |                                                                 |

|  | Sinosauropteryx |
|  |                 |
|  | Juravenator     |
|  |                 |

|  | Huaxiagnathus                                                   |
|  |                                                                 |
|  | \| \| Sinosauropteryx \| \| \| \| \| \| Juravenator \| \| \| \| |
|  |                                                                 |
|  | Sinosauropteryx                                                 |
|  |                                                                 |
|  | Juravenator                                                     |
|  |                                                                 |

|  | Sinosauropteryx |
|  |                 |
|  | Juravenator     |
|  |                 |

|  | Huaxiagnathus                                                   |
|  |                                                                 |
|  | \| \| Sinosauropteryx \| \| \| \| \| \| Juravenator \| \| \| \| |
|  |                                                                 |
|  | Sinosauropteryx                                                 |
|  |                                                                 |
|  | Juravenator                                                     |
|  |                                                                 |

|  | Sinosauropteryx |
|  |                 |
|  | Juravenator     |
|  |                 |

|  | Scipionyx  |
|  |            |
|  | Orkoraptor |
|  |            |

|  | Huaxiagnathus                                                   |
|  |                                                                 |
|  | \| \| Sinosauropteryx \| \| \| \| \| \| Juravenator \| \| \| \| |
|  |                                                                 |
|  | Sinosauropteryx                                                 |
|  |                                                                 |
|  | Juravenator                                                     |
|  |                                                                 |

|  | Sinosauropteryx |
|  |                 |
|  | Juravenator     |
|  |                 |

|  | Huaxiagnathus                                                   |
|  |                                                                 |
|  | \| \| Sinosauropteryx \| \| \| \| \| \| Juravenator \| \| \| \| |
|  |                                                                 |
|  | Sinosauropteryx                                                 |
|  |                                                                 |
|  | Juravenator                                                     |
|  |                                                                 |

|  | Sinosauropteryx |
|  |                 |
|  | Juravenator     |
|  |                 |

|  | Huaxiagnathus                                                   |
|  |                                                                 |
|  | \| \| Sinosauropteryx \| \| \| \| \| \| Juravenator \| \| \| \| |
|  |                                                                 |
|  | Sinosauropteryx                                                 |
|  |                                                                 |
|  | Juravenator                                                     |
|  |                                                                 |

|  | Sinosauropteryx |
|  |                 |
|  | Juravenator     |
|  |                 |

|  | Huaxiagnathus                                                   |
|  |                                                                 |
|  | \| \| Sinosauropteryx \| \| \| \| \| \| Juravenator \| \| \| \| |
|  |                                                                 |
|  | Sinosauropteryx                                                 |
|  |                                                                 |
|  | Juravenator                                                     |
|  |                                                                 |

|  | Sinosauropteryx |
|  |                 |
|  | Juravenator     |
|  |                 |

O grande tamanho do Sinocalliopteryx em comparação com seus parentes também é notável, e pode indicar uma tendência de tamanho grande entre os compsognatídeos (um grupo conhecido por seu tamanho pequeno em comparação com outros dinossauros terópodes gigantes), semelhante às tendências para tamanhos maiores em outros linhagens de dinossauros.

## Paleobiologia

### Dieta e alimentação
O esqueleto bem preservado do holótipo Sinocalliopteryx continha a perna parcial de um dromaeossaurídeo dentro da cavidade abdominal, compreendendo uma perna e um pé completos com dedos e garras em sua posição articulada natural. Enquanto a parte da perna, com cerca de um pé de comprimento, é muito grande em relação à cavidade abdominal, está claramente situada dentro dela, entre as costelas. Ji e colegas em 2007 sugeriram que isso poderia indicar que ele predava o dinossauro menor, semelhante a um pássaro. Esta descoberta indicou que Sinocalliopteryx pode ter sido um predador ágil, ativo e "feroz", especialmente porque outros compsognatídeos foram encontrados com lagartos (presumivelmente rápidos) e pequenos mamíferos em suas cavidades abdominais. Em 2012, o dromaeossaurídeo foi provisoriamente identificado como um indivíduo de Sinornithosaurus com um comprimento de 1,2 metros. O estudo de 2012 também relatou restos recém-descobertos de presas. Acima da perna do dromeossaurídeo, as penas são visíveis. Abaixo dele, dois aglomerados de alimentos digeridos podem ser vistos. Sugeriu-se que as penas tinham pertencido a um pássaro e estavam com a perna ainda presente no estômago. O alimento digerido, usando o trato digestivo preservado de Scipionyx como referência, teria sido posicionado no duodeno. O conteúdo abdominal em forma de C deste espécime parece refletir o contorno original do trato digestivo.

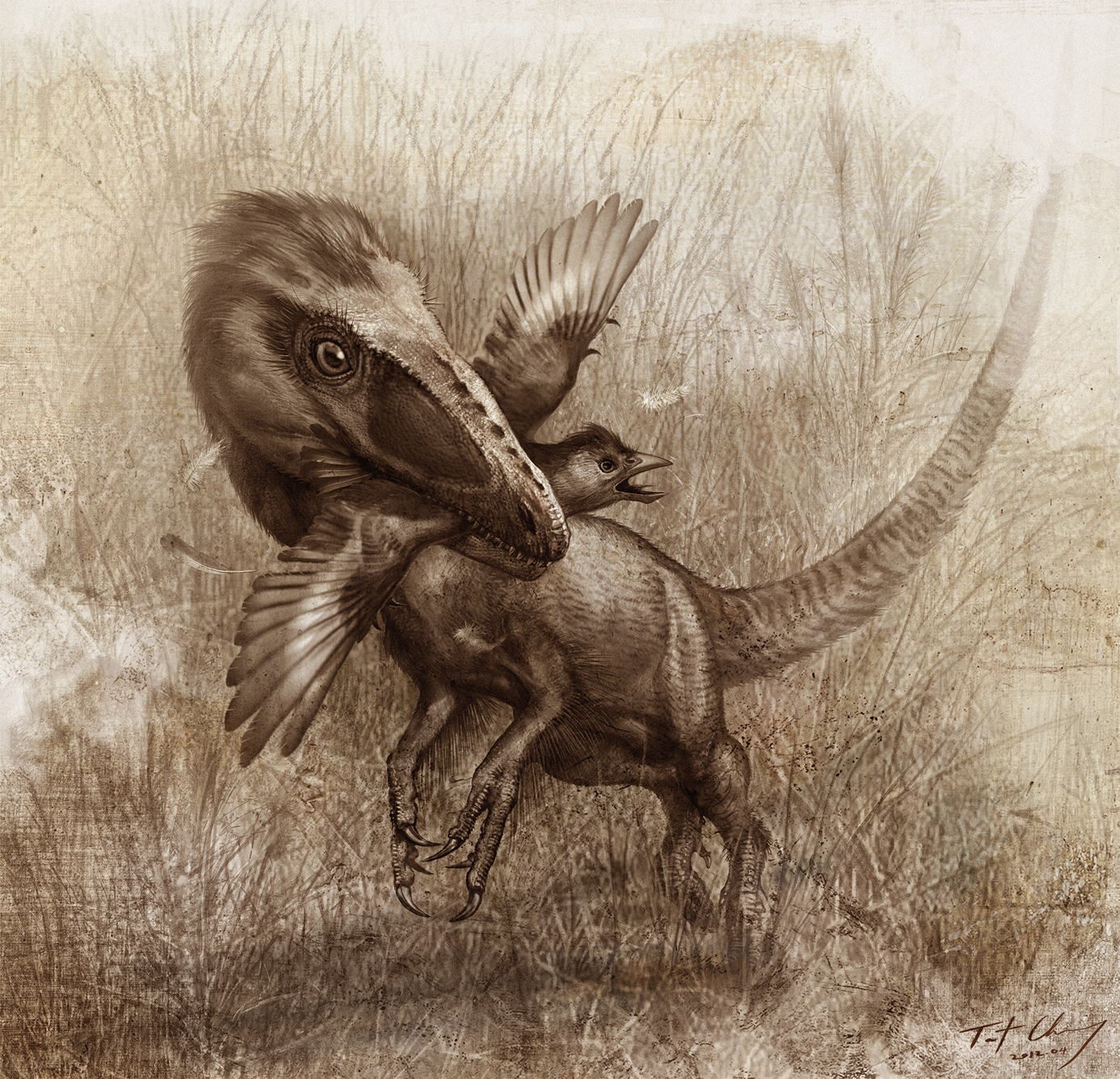
Sinocalliopteryx alimentando-se de um Confuciusornis

Além da perna do dromaeossaurídeo, quatro pedras de formato irregular com diâmetro entre quinze e vinte milímetros foram encontradas no abdômen, sem pedras semelhantes presentes em outras partes do esqueleto ou embutidas na rocha circundante. Os autores interpretaram estes como gastrólitos (pedras de moela) semelhantes aos encontrados com Nqwebasaurus e Baryonyx. Outros terópodes, como Caudipteryx e um ornitomimídeo da Mongólia, também foram encontrados com gastrólitos, embora nesses casos as pedras fossem muito mais numerosas e menores em tamanho. Ji e colegas especularam que, como os dois últimos dinossauros provavelmente eram principalmente herbívoros, o número e o tamanho dos gastrólitos podem corresponder à dieta; isto é, os herbívoros ingeriram muitas pedras pequenas, enquanto os carnívoros ingeriram apenas algumas pedras maiores para ajudar na digestão. No entanto, o estudo de 2012 não conseguiu encontrar gastrólitos com o segundo espécime e, portanto, concluiu que as pedras com o holótipo foram engolidas por acidente. Em qualquer caso, nenhuma moela especial estaria presente.
O segundo exemplar, CAGS-IG-T1, também conserva restos de várias refeições. Foram encontrados ossos desarticulados, em frente ao ísquio inferior, identificados como pertencentes a pelo menos dois indivíduos de Confuciusornis sanctus, ave basal muito comum na formação. Também foi descoberta uma escápula de 13,5 centímetros de comprimento, pertencente a cerca de 1,5 metros de ornitísquio herbívoro de comprimento, talvez Yueosaurus ou uma espécie de Psittacosaurus. A superfície óssea da escápula parecia ter sido atacada pelo ácido estomacal por cerca de treze dias, levando à conclusão de que as aves foram engolidas mais tarde e em rápida sucessão. Isso novamente indicaria um metabolismo alto para Sinocalliopteryx, necessitando de uma ingestão regular de alimentos.

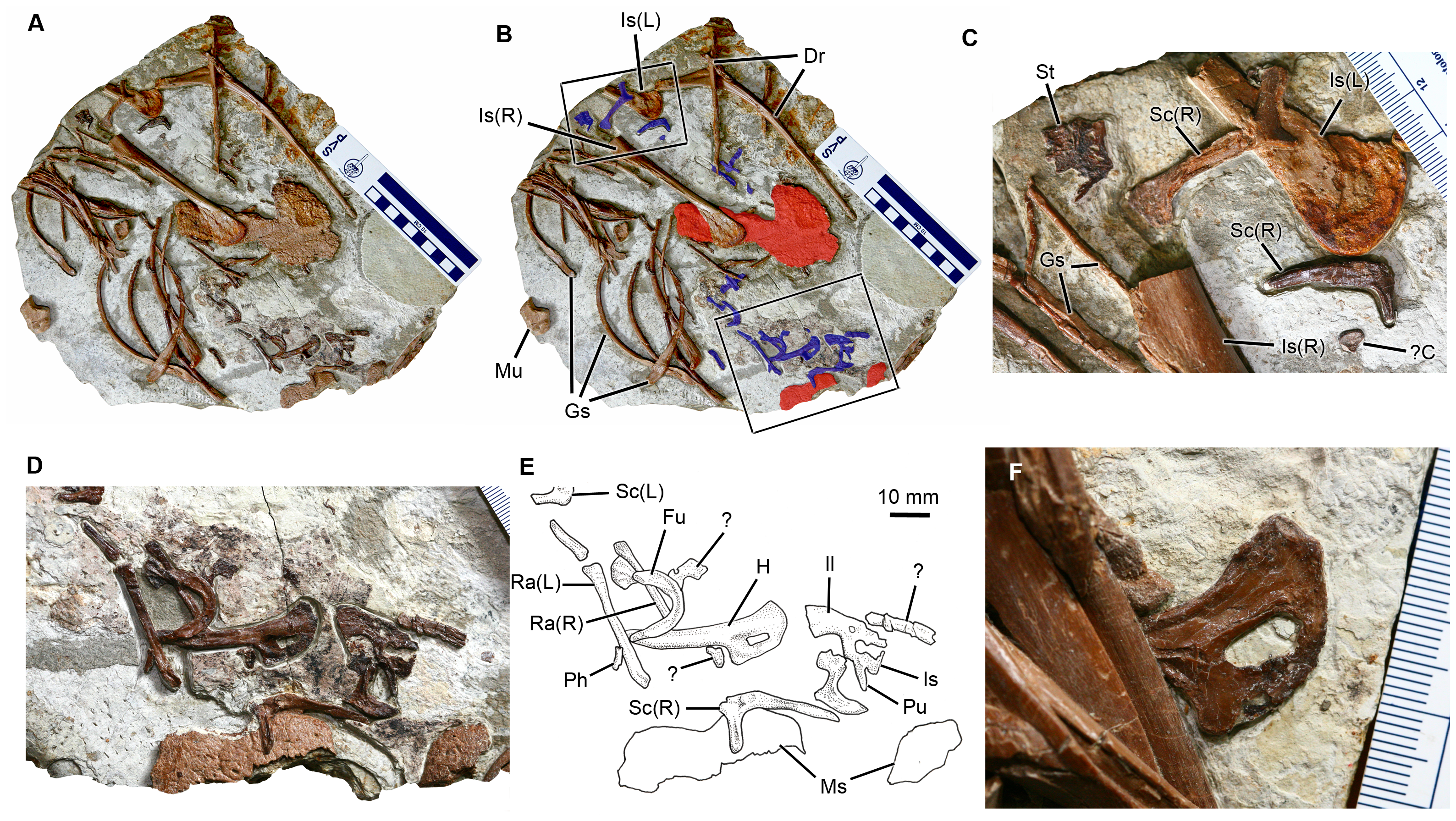
Conteúdo do estômago do espécime CAGS-IG-T1

Que o segundo espécime em um curto período de tempo tenha capturado duas aves, juntamente com a pena da ave que permanece no estômago do holótipo, pode ser uma indicação de que Sinocalliopteryx se especializou em tal presa. Mesmo o Sinornithosaurus pode estar em conformidade com esse padrão, pois os autores o consideraram uma forma possivelmente voadora. Em 2011, um espécime de Microraptor foi relatado com um pássaro no estômago e visto como prova de que os primeiros eram arborícolas. O estudo de 2012 negou a relevância das presas voadoras para esta questão, pois o Sinocalliopteryx era muito provavelmente cursorial, ou terrestre, e ainda aparentemente bastante capaz de capturar pássaros, por exemplo, usando ataque furtivo, um método empregado por muitos predadores cursoriais modernos de aves.